# 밀양 어변당 고문서
밀양 어변당 고문서(密陽 魚變堂 古文書)는 고종 24년(1887)에 어변당 박곤의 후손인 박기우가 부산포진첨절제사로 있다가 전임할 때 작성한 인수인계문서이다.
1979년 5월 2일 대한민국 경상남도의 유형문화재 제108호 어변당부산포진해유문서로 지정되었다가, 2018년 12월 20일 현재의 명칭으로 변경되었다.

## 개요
고종 24년(1887)에 어변당 박곤의 후손인 박기우가 부산포진첨절제사로 있다가 전임할 때 작성한 인수인계문서이다. 그 내용은 당시 부산포진의 시설과 병선 및 병기의 종류와 수량, 군대의 편성 등이 기록되어 있다.
특히 이 문서는 고종 13년(1876)에 체결된 병자수호조약에 따라 인천, 원산, 부산 등 3항이 일본측의 요구에 의해 개항된 이 후 여러 열강의 상선이 출입하는 현장의 기록이 남아 있는 문서라는 점에서 그 중요성이 매우 크다고 볼 수 있다. 또한 당시 부산항의 규모와 운영 등을 파악할 수 있는 자료로 평가된다.

## 같이 보기
- 어변당 - 경상남도 유형문화재 제190호

## 참고 자료
- 밀양 어변당 고문서 - 국가유산청 국가유산포털